# Eriskirch
Eriskirch település Németországban, azon belül Baden-Württembergben. Lakosainak száma 5028 fő (2023. december 31.). Eriskirch Friedrichshafen, Meckenbeuren, Tettnang és Langenargen községekkel határos.

## Népesség
A település népessége az elmúlt években az alábbi módon változott:
| Lakosok száma | 1983 | 2668 | 3375 | 3511 | 3723 | 4207 | 4352 | 4438 | 4652 | 5028 |
|               | 1961 | 1967 | 1974 | 1980 | 1987 | 1993 | 2000 | 2006 | 2013 | 2023 |